# Nrokwia-Wesldow District
Nrokwia-Wesldow District är ett distrikt i Liberia.   Det ligger i regionen Grand Kru County, i den sydöstra delen av landet, 300 km sydost om huvudstaden Monrovia.